# Án lệ 32/2020/AL
Án lệ 32/2020/AL về trường hợp đất do cá nhân khai phá nhưng sau đó xuất cảnh định cư ở nước ngoài và người khác đã quản lý, sử dụng ổn định, lâu dài là án lệ công bố thứ 32 thuộc lĩnh vực dân sự của Tòa án nhân dân tối cao tại Việt Nam, được Hội đồng Thẩm phán Tòa án nhân dân tối cao thông qua, Chánh án Tối cao Nguyễn Hòa Bình ra quyết định công bố ngày 25 tháng 2 năm 2020, và có hiệu lực cho tòa án các cấp trong cả nước nghiên cứu, áp dụng trong xét xử từ ngày 15 tháng 4 năm 2020. Án lệ 32 dựa trên nguồn là Quyết định giám đốc thẩm số 19 ngày 20 tháng 8 năm 2019 của Hội đồng Thẩm phán Tòa án nhân dân tối cao về vụ án tranh chấp đòi quyền sử dụng đất tại tỉnh Bạc Liêu, nội dung xoay quanh kiện đòi quyền sử dụng đất do cá nhân khai phá; liên quan tới người Việt định cư ở nước ngoài; bất động sản được người khác đã quản lý, sử dụng đất ổn định, lâu dài và được cấp giấy chứng nhận quyền sử dụng đất. Án lệ này do các Thẩm phán Nguyễn Thúy Hiền, Tống Anh Hào, Chu Xuân Minh, Lê Văn Minh thuộc Tổ Thẩm phán Tòa án nhân dân tối cao về lĩnh vực dân sự đề xuất.
Trong vụ việc, nguyên đơn là Lý Kim S khởi kiện bị đơn là em họ Trần Văn N về việc đòi quyền sử dụng đất đối với mảnh đất bao gồm cả thổ cư lẫn nông nghiệp được khai phá bởi bố mẹ, nhưng được quản lý và sử dụng trong một thời gian dài bởi người khác, đồng thời có một phần bị thu hồi và bồi thường bởi cơ quan Nhà nước nhằm phục vụ xây dựng giao thông. Từ đây, vụ án được chọn làm án lệ để khẳng định vấn đề thực tế về quyền sử dụng đất tại Việt Nam, khẳng định quan điểm đất đai Việt Nam là tài sản chung của nhân dân, quyền sử dụng đất được xét căn cứ vào thực tế trong lịch sử quản lý và sử dụng.

## Tóm lược vụ án
Tại Hồng Dân, Bạc Liêu, có vợ chồng Lý Mã C (gọi tắt: cụ C), Trần Thị K (gọi tắt: cụ K) với những người con là Lý Kim S (gọi tắt: bà S), Lý Kim Q (gọi tắt: ông Q), Lý Kim S1 và Lý Kim H. Từ năm 1958, vợ chồng vụ C, cụ K đã khai phá một mảnh đất rộng lớn ở địa phương, sử dụng làm đất thổ cư lẫn đất nông nghiệp. Một thời gian sau, vợ chồng hai người cho em trai cụ K là Trần Văn C1 (gọi tắt: cụ C1) mượn và sử dụng. Rồi sau đó, vợ chồng hai người rời Việt Nam, sang định cư tại Hoa Kỳ, mảnh đất được cụ C1 chính thức quản lý và sử dụng từ năm 1975, dần dần kê khai và được cấp giấy chứng nhận quyền sử dụng đất. Cụ C1 lúc về già đã tặng cho mảnh đất cho con trai mình là Trần Văn N (gọi tắt: ông N), và ông N cũng được cấp giấy chứng nhận vào năm 2009.
Nhiều năm sau, sau khi cụ C, cụ K qua đời ở Mỹ, những người con họp bàn về việc đòi lại mảnh đất ngày xưa của bố mẹ ở Việt Nam. Từ đây, ngày 18 tháng 9 năm 2012, nguyên đơn Lý Kim S, do Trần Thị Phượng L1 là đại diện theo ủy quyền đã đệ đơn khởi kiện bị đơn em họ là Trần Văn N, gửi Tòa án nhân dân tỉnh Bạc Liêu. Vụ án bắt đầu, lần lượt sơ thẩm, phúc thẩm, giám đốc thẩm ở Tòa án nhân dân tỉnh Bạc Liêu, Tòa án nhân dân cấp cao tại Thành phố Hồ Chí Minh rồi Tòa án nhân dân tối cao để đi đến nhận định và phán quyết cuối cùng.

## Tranh tụng

### Nguyên đơn
Tại đơn khởi và trong quá trình giải quyết vụ án, nguyên đơn là Lý Kim S do Trần Thị Phượng L1 đại diện theo uỷ quyền trình bày: năm 1958, bố mẹ bà S là vợ chồng Lý Mã C, Trần Thị K khai phá được khoảng 50.450 m² đất nông nghiệp, nay thuộc thửa số 135 diện tích 47.250 m², thửa số 138 diện tích 3.200 m² tại ấp X, xã N, huyện Hồng Dân, tỉnh Bạc Liêu. Năm 1971, vợ chồng cụ K giao cho con trai là Lý Kim Q quản lý, sử dụng diện tích đất nêu trên. Năm 1978, ông Q cho Trần Văn C1 (em ruột cụ K, tức cậu ruột) thuê diện tích đất trên, nhưng không lập giấy tờ và cụ C1 không trả tiền thuê đất (có lời khai cho rằng năm 1971, vợ chồng cụ K cho cụ C1 thuê diện tích đất nêu trên). Năm 1997, cụ C1 tự kê khai và được cấp giấy chứng nhận quyền sử dụng diện tích 47.250 m², thửa số 135. Tuy nhiên, cụ C1 cũng đã ký giấy xác nhận chủ quyền đất ngày 30 tháng 5 năm 2004, xác nhận cụ C1 có mượn đất nêu trên của vợ chồng cụ K. Khi bà S có ý định chuyển phần mộ của vợ chồng cụ K về phần đất trên thì Trần Văn N (người đang sử dụng đất) không đồng ý. Vì vậy, các con của vợ chồng cụ K là Lý Kim S, Lý Kim Q, Lý Kim S1, và Lý Kim H thống nhất uỷ quyền cho bà S khởi kiện yêu cầu ông N phải trả lại toàn bộ diện tích 50.450 m² đất nêu trên.
Tại phiên toà sơ thẩm, bà L1 (đại diện theo uỷ quyền của bà S) rút một phần yêu cầu khởi kiện, chỉ yêu cầu ông N trả lại diện tích đo thực tế 30.674,7 m² tại thửa số 135 và yêu cầu được nhận số tiền đền bù do Nhà nước thu hồi diện tích 3.184 m² đất tại thửa số 135.

### Bị đơn
Bị đơn là Trần Văn N trình bày rằng: nguồn gốc phần đất tranh chấp do Trần Văn C1 (bố của ông) sử dụng từ trước năm 1975 và được cấp giấy chứng nhận quyền sử dụng đất năm 1997. Sau đó, cụ C1 đã làm thủ tục tặng cho diện tích đất này cho ông; ông đã được cấp giấy chứng nhận quyền sử dụng đất năm 2009 và trực tiếp quản lý, sử dụng phần đất này từ đó cho đến nay. Đối với giấy xác nhận ngày 30 tháng 5 năm 2004 do bà S cung cấp, ông xác định chữ ký trong giấy không phải chữ ký của cụ C1, nhưng ông không yêu cầu giám định. Trong quá trình sử dụng đất, Nhà nước đã thu hồi một phần đất để làm đường. Gia đình ông đã sử dụng ổn định diện tích đất nêu trên trước năm 1975 và được cấp giấy chứng nhận quyền sử dụng đất, nên không chấp nhận yêu cầu đòi đất của các con vợ chồng cụ K.

### Đương sự thứ ba
Đương sự liên quan thứ nhất là Võ Thị B trình bày: khoảng năm 1970, 1971, khi cụ về sống với cụ C1 thì cụ C1 đã canh tác, sử dụng phần đất tranh chấp. Cụ C1 có nói phần đất này là thuê của cụ K, khi gia đình cụ K xuất cảnh, định cư ở Mỹ thì cụ K đã chuyển nhượng phần đất trên cho cụ C1. Quá trình sử dụng, cụ C1 đã đăng ký, kê khai và được cấp giấy chứng nhận quyền sử dụng đất năm 1997; đến năm 2009, cụ C1 làm thủ tục tặng cho ông N. Cụ không đồng ý giao trả phần đất tranh chấp cho các con của cụ K, cụ C.
Đương sự liên quan thứ hai là các ông bà Trần Thị D, Trần Thị Đ, Trần Thị T và Trần Văn Q1, tức anh chị em cùng bố khác mẹ với bị đơn trình bày: Trần Văn C1 (chết năm 2009) và Đặng Thị V (chết năm nào không rõ) có bốn người con là các ông bà. Sau khi cụ V chết, cụ C1 sống chung với Võ Thị B và có bảy người con gồm các ông bà: Trần Văn H1, Trần Thị Cẩm H2, Trần Văn L, Trần Văn N1, Trần Thị M, Trần Thị G và bị đơn Trần Văn N. Nguồn gốc đất tranh chấp trước đây là của vợ chồng cụ C, cụ K. Do hoàn cảnh khó khăn nên cụ C1 đã mượn phần đất tranh chấp của vợ chồng cụ K, khi mượn đất không làm giấy tờ. Sau đó, gia đình cụ K đi nước ngoài sinh sống thì cụ C1 đã tự kê khai đăng ký và được cấp giấy chứng nhận quyền sử dụng đất. Khi các con của vợ chồng cụ K biết, cụ C1 đã viết giấy thừa nhận đất mà cụ C1 đứng tên là của vợ chồng cụ K cho mượn. Các ông bà đều đồng ý với yêu cầu khởi kiện của bà S.
Đương sự liên quan thứ ba là các ông bà Trần Văn H1, Trần Thị Cẩm H2, Trần Văn L, Trần Văn N1, Trần Thị M, Trần Thị G, tức anh chị em cùng bố mẹ với bị đơn, trình bày: nguồn gốc đất tranh chấp của ai thì các ông bà không biết nhưng từ khi sinh ra và lớn lên thì cụ C1 (bố của các ông bà) đã canh tác phần đất này. Năm 1997, cụ C1 được cấp giấy chứng nhận quyền sử dụng đất, năm 2009 cụ C1 đã tặng cho ông N và ông N đã được cấp giấy chứng nhận quyền sử dụng đất. Các ông bà không đồng ý với yêu cầu khởi kiện của bà S.

## Các giai đoạn đầu

### Sơ thẩm
Ngày 15 tháng 7 năm 2015, tại số 08 đường Nguyễn Tất Thành, Phường 1, thành phố Bạc Liêu, phiên sơ thẩm ra phán quyết diễn ra, Toà án nhân dân tỉnh Bạc Liêu quyết định: chấp nhận một phần yêu cầu khởi kiện của nguyên đơn. Buộc bị đơn có trách nhiệm giao trả cho nguyên đơn giá trị phần đất diện tích 30.674,7 m² tại thửa 135 bằng tổng số tiền 788.389.547 đồng. Nguyên đơn có trách nhiệm liên hệ với ban quản lý dự án đầu tư xây dựng cơ bản huyện Hồng Dân để nhận số tiền thu hồi bồi thường phần đất diện tích 3.184 m² là 636,800 triệu đồng. Công nhận và giao cho bị đơn được quyền quản lý, sử dụng phần diện tích 30.674,7 m², tức đất tranh chấp.
Tòa sơ thẩm tuyên các phần đất cụ thể. Phần đất thứ I có diện tích 757,7 m² có số đo các cạnh như sau là hướng Đông giáp đất ông Trương Thanh H 26,3 m²; hướng Tây giáp kênh 14000 và sông Cái Chanh 00 m; hướng Nam giáp kênh 14000 có số đo là 66 m; hướng Bắc giáp sông Cái Chanh 57,9 m. Phần đất thứ II có diện tích 6.892 m² (chưa trừ phạm vi giải phóng mặt bằng và hành lang lộ tuyến đường V) có số đo các cạnh như sau: hướng Đông giáp đất ông Trương Thanh H 129,5 m; hướng Tây giáp kênh thủy lợi 180,1 m; hướng Nam giáp đất bà Trương Thị H 63,9 m; hướng Bắc giáp kênh 14000 là 50,8 m. Phần đất thứ III có diện tích 23.025 m² (chưa trừ phạm vi giải phóng mặt bằng và hành lang lộ tuyến đường V) có số đo các cạnh như sau: hướng Đông giáp kênh thủy lợi có số đo 217,1 m; hướng Tây giáp đất ông Trương Văn T 232,7 m; hướng Nam giáp đất ông Trương Văn N2 91,1 m; hướng Bắc giáp kênh 14000 và đất ông Trương Văn T 162,3 m. Trích đo địa chính các phần đất nêu trên được kèm theo Bản án và là bộ phận không thể tách rời của Bản án.

### Phúc thẩm
Sau khi xét xử sơ thẩm, bị đơn Trần Văn N và đương sự liên quan Trần Văn L có đơn kháng cáo gửi lên Tòa án nhân dân cấp cao tại Thành phố Hồ Chí Minh. Ngày 8 tháng 9 năm 2016, tại trụ sở số 124 đường Nam Kỳ Khởi Nghĩa, phường Bến Thành, Quận 1, Thành phố Hồ Chí Minh, phiên phúc thẩm ra phán quyết đã diễn ra. Tòa phúc thẩm ra quyết định: sửa bản án sơ thẩm, công nhận sự thoả thuận giữa Trần Thị Phượng L1 (đại diện theo uỷ quyền của nguyên đơn) và bị đơn. Cụ thể, tuyên bị đơn được quyền quản lý, sử dụng phần đất diện tích 30.674,7 m² với trích đo địa chính các phần đất như bản án sơ thẩm được kèm theo, và là một phần không thể tách rời của bản án. Tòa tuyên nguyên đơn do Trần Thị Phượng L1 là người đại diện theo ủy quyền được quyền liên hệ với ban quản lý dự án đầu tư xây dựng cơ bản huyện Hồng Dân để nhận số tiền thu hồi bồi thường phần diện tích 3.184 m² là 636,8 triệu đồng. Bị đơn có trách nhiệm trả cho nguyên đơn số tiền 72.246.970 đồng.

### Kháng nghị
Sau khi xét xử phúc thẩm, bị đơn có đơn đề nghị xem xét theo thủ tục giám đốc thẩm đối với bản án dân sự phúc thẩm nêu trên. Ngày 18 tháng 6 năm 2019, Chánh án Tòa án nhân dân tối cao Nguyễn Hòa Bình đã kháng nghị bản án dân sự phúc thẩm của Toà án nhân dân cấp cao tại Thành phố Hồ Chí Minh; đề nghị Hội đồng Thẩm phán Toà án nhân dân tối cao xét xử giám đốc thẩm theo hướng huỷ bản án dân sự phúc thẩm nêu trên và hủy bản án dân sự sơ thẩm của Toà án nhân dân tỉnh Bạc Liêu; giao hồ sơ vụ án cho Tòa án nhân dân tỉnh Bạc Liêu xét xử lại theo thủ tục sơ thẩm, đúng quy định của pháp luật.

## Giám đốc thẩm
Ngày 20 tháng 8 năm 2019, với yêu cầu kháng nghị của Chánh án Tối cao và sự nhất trí của Viện Kiểm sát, Hội đồng Thẩm phán tối cao đã mở phiên xét xử giám đốc thẩm tại trụ sở tòa ở số 48 đường Lý Thường Kiệt, quận Hoàn Kiếm, Hà Nội. Tại phiên tòa giám đốc thẩm, đại diện Viện kiểm sát nhân dân tối cao đề nghị Hội đồng Thẩm phán Tòa án nhân dân tối cao chấp nhận kháng nghị của Chánh án Tòa án nhân dân tối cao.

### Nhận định của tòa án
Nhận định của Hội đồng Thẩm phán Tòa án nhân dân tối cao, Quyết định 19/2019/DS-GĐT.
Trong phiên giám đốc thẩm, Hội đồng xét xử có những nhận định về vụ án. Thửa đất tranh chấp có nguồn gốc do vợ chồng cụ K khai phá khoảng năm 1958, nhưng gia đình cụ C1 đã sử dụng ổn định đất này ít nhất từ năm 1975 cho đến nay. Quá trình sử dụng, cụ C1 đã đăng ký, kê khai và được cấp giấy chứng nhận quyền sử dụng đất năm 1997, sau đó cụ C1 đã làm thủ tục tặng cho ông N và ông N đã được cấp giấy chứng nhận quyền sử dụng đất năm 2009. Vợ chồng cụ K không đăng ký, kê khai, sử dụng diện tích đất trên và không có một trong các loại giấy tờ theo quy định tại Luật Đất đai.
Tại phiên toà phúc thẩm, phía nguyên đơn và phía bị đơn tự thoả thuận, theo đó bị đơn được quyền sử dụng diện tích 30.674,7 m², thửa đất số 135, nhưng phải thanh toán cho phía nguyên đơn ½ giá trị quyền sử dụng diện tích 30.674,7 m² đất và ½ số tiền Nhà nước bồi thường (đã trừ 163,45 triệu đồng tiền hỗ trợ cho hộ gia đình sinh sống trên đất) khi thu hồi 3.184 m² đất. Từ đó, Toà án cấp phúc thẩm quyết định bà L1 (đại diện theo uỷ quyền của nguyên đơn) được quyền liên hệ ban quản lý dự án đầu tư xây dựng cơ bản huyện Hồng Dân để nhận 636,8 triệu đồng tiền bồi thường khi thu hồi đất và 73.246.970 đồng do bị đơn trả; bị đơn được quyền sử dụng diện tích 30.674,7 m², thửa đất số 135.
Tuy nhiên, theo các trích đo địa chính các phần đất kèm theo bản án sơ thẩm và bản án phúc thẩm thì trong tổng diện tích 30.674,7 m² đất mà bị đơn được quyền sử dụng theo quyết định của bản án, có 813,7 m² thuộc thửa đất số 545 (đứng tên ông Trương Văn N2) và 1.233,6 m² thuộc thửa đất số 136 (do Nhà nước quản lý). Toà án cấp sơ thẩm và Toà án cấp phúc thẩm không đưa các chủ sử dụng các thửa đất này vào tham gia tố tụng với tư cách người có quyền lợi, nghĩa vụ liên quan, mà quyết định giao các diện tích thuộc các thửa đất nêu trên cho bị đơn sử dụng là không đảm bảo quyền lợi của họ và vi phạm nghiêm trọng tố tụng được quy định.

### Quyết định
Từ những nhận định này, Hội đồng Thẩm phán Tòa án nhân dân tối cao ra quyết định: chấp nhận quyết định kháng nghị giám đốc thẩm của Chánh án Toà án nhân dân tối cao; huỷ bản án dân sự phúc thẩm của Toà án nhân dân cấp cao tại Thành phố Hồ Chí Minh và huỷ bản án dân sự sơ thẩm của Toà án nhân dân tỉnh Bạc Liêu về vụ án tranh chấp đòi quyền sử dụng đất giữa nguyên đơn là Lý Kim S với bị đơn là Trần Văn N và những người có quyền lợi, nghĩa vụ liên quan khác; giao hồ sơ vụ án cho Toà án nhân dân tỉnh Bạc Liêu xét xử lại theo thủ tục sơ thẩm, đúng quy định của pháp luật.